# Bayrische Hackerpost
Die Bayrische Hackerpost war ein von 1984 bis 1988 in München herausgegebenes Informationsblatt.
Es trug den Untertitel „Das Informationsblatt für den lebensbejahenden DFÜ-Benutzer“, bot technische und rechtlich-politische Informationen zur Datenfernübertragung (DFÜ) und wurde von Mitgliedern der bayerischen Hacker-Szene herausgegeben.
Es gab dreizehn Ausgaben, die oktal nummeriert waren. Die letzte Ausgabe trägt deswegen die Nummer 15, und je eine Sonderausgabe zu den Messen IFA und Systems.
Ein Höhepunkt war der erste deutschsprachige Artikel über Virusprogramme in Ausgabe 3, dessen Aussagen in der Folgezeit durch den ersten Virus für den Commodore 64 belegt wurden. Dieser BHP-Virus wurde 1986 von Mitgliedern der Bayrischen Hackerpost ursprünglich nur als Beleg dafür geschrieben, dass die im Artikel beschriebene Verbreitung von Virenprogrammen auch ohne Netzwerke, sondern allein durch Diskettenaustausch erfolgen kann. Autoren der Hackerpost waren mehrfach Gäste in der über digitale Subkultur berichtenden Rundfunksendung Bit, byte, gebissen im BR-Zündfunk. So erzählten sie Ende 1988 davon, dass Diskettenlaufwerke monogam bleiben sollten, um die Betreiber vor Viren und Würmern zu schützen.
Auch die mit Anspielungen auf die Römisch-katholische Kirche durchsetzte satirische Beschreibung der fiktiven Programmiersprache Vatical stammt von der Bayrischen Hackerpost.